# Antoine-Étienne Carro

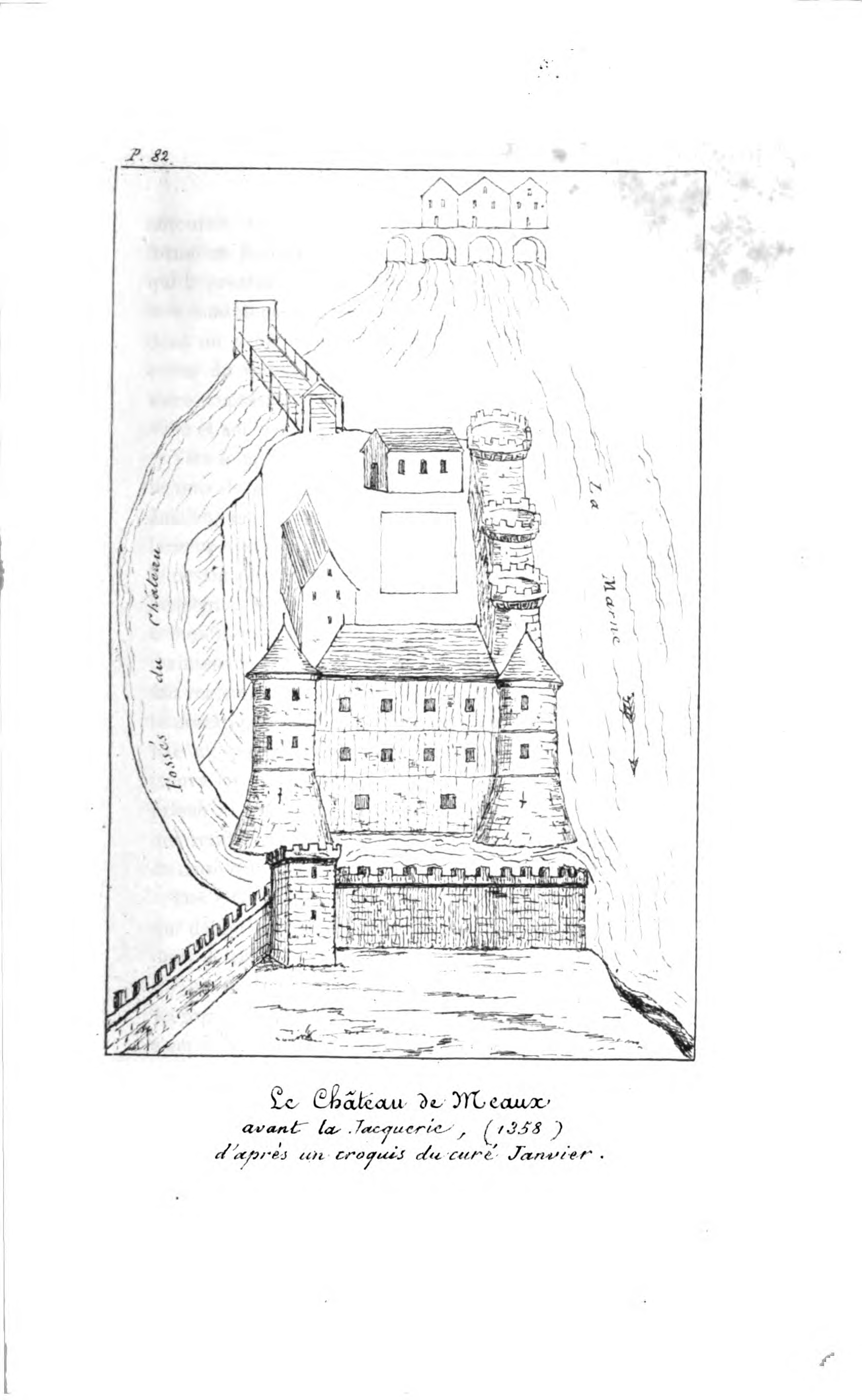
dessin du château de Meaux par A. Carro, tiré de lHistoire de Meaux et du pays meldois.

Antoine-Étienne Carro, né le 31 juillet 1797 à Châteaubriant (Loire -Atlantique) et mort le 11 juillet 1875 à Meaux, est un bibliothécaire, journaliste et historien français. Il consacre ses travaux d'érudition à la vie et au passé local dans des monographies et de nombreux articles dans des revues savantes.

## Biographie
Antoine Carro fait ses études au petit séminaire de Rennes. Il commence à travailler dans la région rennaise dans une verrerie à Fougères puis à la Balue avant de partir à Paris en 1823. C’est en répondant à une annonce qu’il rentre au cadastre de Seine-et-Marne en 1825 avant d’être nommé chef des bureaux de l’ingénieur du cadastre de Melun deux ans plus tard.
Il est nommé bibliothécaire de Meaux le 20 mars 1854 après s'être fait connaître comme responsable de presse local.

### Homme de presse
Antoine Carro s’investit fortement dans la presse et le journalisme à une époque où se développent des journaux plus politiques* : il fonde tout d’abord la Chronique de Seine-et-Marne à Melun en 1835, puis le Journal de Seine et Marne en 1838 dont il assure l’autonomie avec le rachat de l’imprimerie Chanson à Meaux la même année,.

### Historien exigeant
Passionné d'histoire et d'archéologique, historien, il a notamment étudié l'histoire des Celtes dans l'ouest de la France dans son Voyage chez les Celtes ou de Paris au Mont Saint-Michel par Carnac qu'il a lui-même illustré de lithographies. Sa méthodologie se base sur l'étude des archives et écrits antérieurs comme des sites sur le terrain,.
Son œuvre la plus connue est son Histoire de Meaux et du pays meldois (1865). Basée sur des recherches historiques et archéologiques, cette étude est aujourd'hui encore une source précieuse. Sa reconstitution du plan de la ville gallo-romaine (alors Iantinum), bien que précisée depuis, reste en particulier une référence.

Sa passion pour l'histoire l'amena à s'investir dans de nombreuses sociétés savantes : il fut notamment fondateur et vice-président honoraire de la Société d'Archéologie de Seine-et-Marne, correspondant du ministère de l'Instruction publique pour les travaux historiques, membre de la Société des gens de lettres et de la Société des Antiquaires de France ...

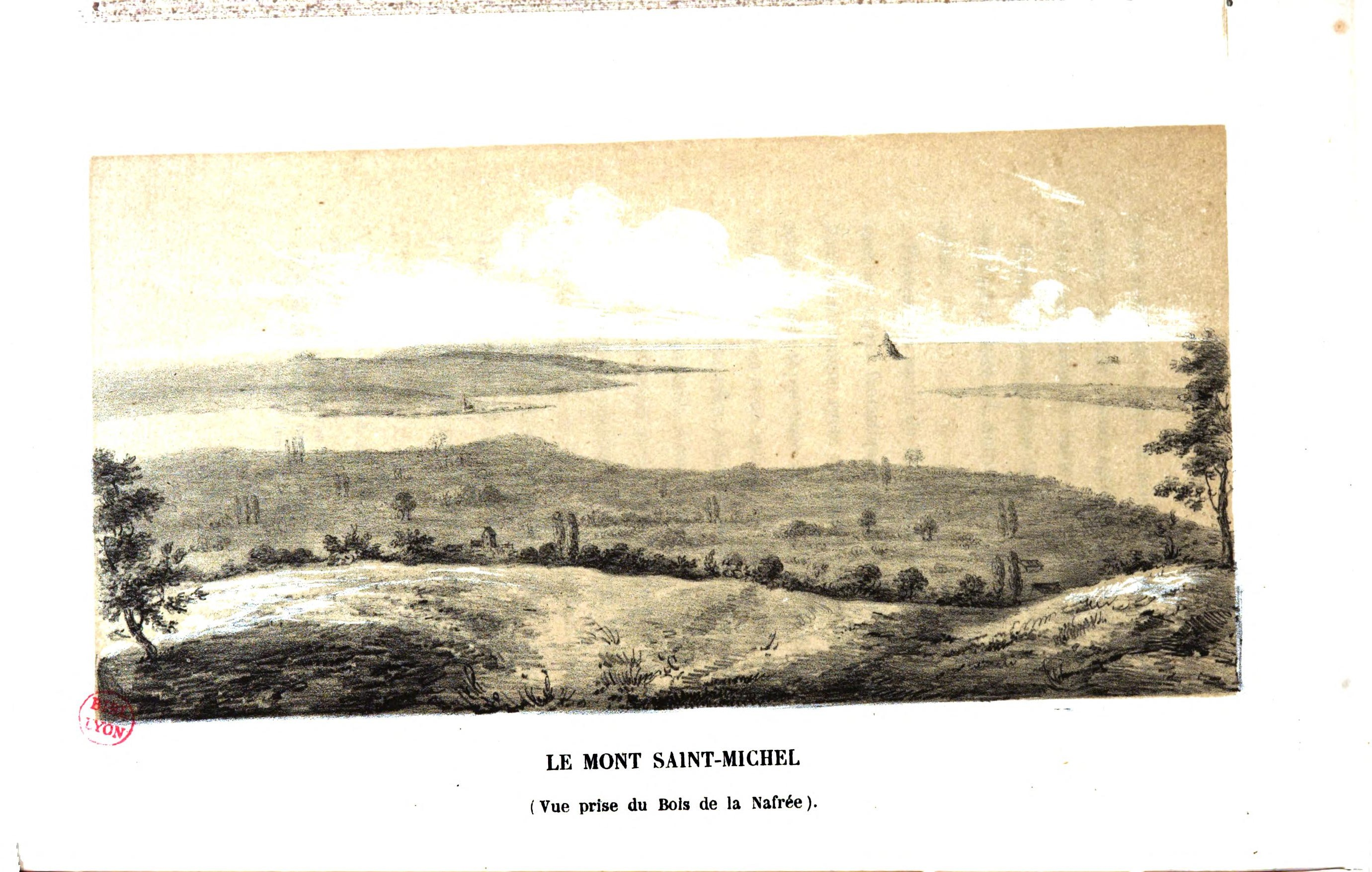
Lithographie d'Antoine-Etienne Carro représentant le Mont Saint-Michel (vue prise du bois de la Nafré)

## Publications
- Épisodes vendéens, Paris : Schwartz et Gagnot, 1837.
- Contes au coin du feu, récits, esquisses, nouvelles, Paris : Ledoyen, 1841.
- Santerre, général de la république française, sa vie politique et privée, Paris, Ledoyen, 1847 - Lire en ligne (PDF) sur Europeana (Bodleian Libraries, University of Oxford).
- Voyage chez les Celtes ou de Paris au Mont Saint-Michel par Carnac, Paris : A. Durand ;Nantes : Guéraud, Petitpas, Forest, Le Boucher ; Vannes : Cauderan ; Rennes : Verdier, 1857 - Lire en ligne sur Numelyo.
- Les voyages lointains d'un bourgeois désœuvré : au-delà des monts, de Paris à Venise, de Venise à Naples, de Naples à Paris, Paris : Durand, 1864) - Lire en ligne sur Gallica.
- Histoire de Meaux et du pays meldois : depuis les premières traces de l'origine de la ville jusqu'au commencement de ce siècle, Meaux : bureau du journal de Seine-et-Marne, 1865. Réimpressions : Laffitte Reprints, Marseille 1976 & Librairie Honoré Champion, Paris 1989 - Lire en ligne (PDF) sur Europeana (Bodleian Libraries, University of Oxford).

- Liste d'articles sur Meaux par Antoine-Étienne Carro : lire en ligne sur bibliographie de Meaux .